# Шумска корњача
Шумска корњача или обична чанчара (лат. Testudo hermanni) једна је од пет врста корњача које припадају роду Testudo. Постоје две подгрупе: западна шумска корњача (T. h. hermanni) и источна шумска корњача (T. h. boettgeri). Понекад се помиње и подврста T. h. peleponnesica, али још није потврђено да се она разликује од подврсте T. h. boettgeri.

## Животни простор
Шумска корњача се може наћи широм јужне Европе. Западна шумска корњача се налази у источној Шпанији, јужној Француској, на Балеарским острвима, Корзици, Сардинији, Сицилији, јужној и централној Италији (Тоскана). Источна шумска корњача насељава Србију, Македонију, Румунију, Бугарску, Албанију, Турску и Грчку, док популација T. h. hercegovinensis насељава обале Босне и Херцеговине, Хрватске и Црне Горе.

## Изглед
Шумске корњаче су мале и средње величине. Као и све корњаче и оне имају зубе, и јак нос.  Ноге су кратке и здепасте, прсти су срасли заједно, на предњим ногама имају 5, на задњим 4 канџе. Оклоп је са горње стране маслинастожут с тамним шарама, одоздо је са сваке стране црни руб. Надрепна или супракаудална плоча на задњој страни оклопа је увек подељена и према томе парна.
На врху репа је оштар шиљак, достиже дужину оклопа од 12 - 20 cm, док женке шумске корњаче могу нарасти до 25 cm дужине. Источне шумске корњаче су веће него западне и достижу дужину до 28 cm, док источне достижу максимално 18 cm.

## Екологија
Рано ујутро, животиње остављају своја ноћне склоништа која су обично у шупљинама заштићене густим жбуњем, како би уживале у сунцу и загрејала њихова тела. Они онда лутају медитеранских ливадама у потрази за храном. У заробљеништву, они једу маслачак, детелину, зелену салату, као и лишће, цвеће и готово све махунарке. Они одређују коју биљку једу захваљујући чулу мириса. Поред лишћа и цвећа, животиње једу мале количине воћа, која чини допунску исхрану.
Корњаче се паре непосредно након зимског сна, у јуну. Када мужјак осети потребу за парењем, крене у потрагу за одговарајућом женком. У време парења спремне женке испуштају особите мирисе, распознатљиве само корњачи, помоћу којих их мужјаци могу лакше пронаћи. Након што пронађе погодну женку започиње ритуал парења. Мужјак најпре започне њушити и повремено лагано грицкати женку, након чега она обично почиње трчати пред њим. Након неког времена женка застане, а мужјак јој поновно почне грицкати предње ноге и главу, које она увлачи у оклоп како би се заштити од његових угриза. Мужјак овом приликом зна бити врло агресиван, а уједи му често знају бити веома снажни. Цело ово време мужјак се покушава спарити с женком наскачући јој с леђа. Уколико женка прихвати мужјака, парење започиње и том приликом мужјак испушта гласове налик пиштању, док се женка у принципу не чује. Иако иначе врло мирољубиви, мужјаци у време парења постају врло ратоборни. Као прави рвачи, супарници настоје један другог преврнути на леђа. У међусобној потери знају се и сатима сукобљавати у тако жестокој борби. Побеђени ће дуго млатарати ногама док му не успе осовити се. Корњаче гризу безубим кљуноликим вилицама.
У периоду од маја до јула, женске шумске корњаче полажу од 2 до 12 јаја у земљу до 10 cm дубине. Инкубација траје од 60 до 90 дана. Што је температура ваздуха нижа, то инкубација дуже траје. Идеална температура за инкубацију је 30 °C - 31,5 °C и у тим се условима најчешће излежу млади мешаних полова. Као и код многих гмизаваца температура одређује пол младунца. На температури од 26 °C само ће се мужјаци рађати, а на 30 °C женке. Младунци из јаја излазе у септембру, а проводе првих четири или пет година свог живота у само неколико метара од њихових гнезда. Након што доврши ембрионални развој у јајету, младунци почињу излазити напоље. Обично тај процес траје од 8 - 24 сата. Понекад сви младунци не изађу у исто време ван, неки изађу и дан касније. Пробијање из љуске јаја и излазак из гнездишта нису нимало лагани задаци, треба се пробити и кроз слој земље којим су покривени. У својим првим тренуцима изласка из јаја оклоп им је скроз згужван и наборан од склупчаног положаја у јајету. Када се излегу, величине су 30 - 40 мм и са 6 - 8 кг тежине препуштене саме себи, али јако активне и живахне и одмах спремне за самосталан живот. Истог се момента почну кретати, а кроз пар сати, односно дана, оклоп им се изравна и сваким даном постаје чвршћи. Расту полако, па ће величину својих родитеља достићи тек за 12 - 15 година. До узраста од шест или осам година када љуска постаје потпуно развијена, младе корњаче су осетљиве на предаторе и могу постати плен пацова, јазавца, свраке, лисице, дивље свиње, и многих других животиња. Ако преживе ове претње, дуговечност шумских корњача је око 30 година.

## Начин живота
Ова корњача је искључиво биљојед, воли свакојако поврће, а понекад поједе и црве, гусенице и сл. У заточеништву најчешће једе салате и воће. Врста може да преживи без хране читаву недељу.
Живе појединачно, само у време парења траже партнера. Расту врло споро, али зато имају дуг животни век (до око 30 година). Необично је отпорна те изузетно добро преживљава разне повреде.
Обична корњача живи по сувим, каменитим, грмљем обраслим топлим пределима медитеранског подручја. Најчешћа је по травнатим камењарско равницама, где се често сусреће по ивицама маслињака, шикара и на обрадивим подручјима. Ређе је можемо наћи у брдовитим подручјима, док је изнад 700 м врло ретка. Избегава екстремне температуре, зимски период у стању мировања проводи плитко закопана под земљом. Пре него што добро захлади, а то је обично крајем октобра корњача у земљи ископа рупу у којој ће дочекати топле пролећне дане. Из зимског се сна буди у марту и априлу, када проналази партнера за парење. Парење се одвија у јуну, када женке производе посебне мирисе, којима привлаче мужјака.

## Галерија
- Мушкарац
- Женка
- Женка
- Скелет
- Полагање јаја
- Млада јединка
- Млада јединка
- Парење
- Парење
- Парење
- Гнездо